# Marielundssjön
Marielundssjön är en sjö i Skara kommun i Västergötland och ingår i Göta älvs huvudavrinningsområde. Marielundssjön ligger 500 meter nordöst om Ölanda kapell och ingår tillsammans med Rörsjön Ölanda grundvattenmagasin. Sjöns omgivningar domineras av storskaligt jordbruk.